# 埃加 (南达科他州)
埃加（英語：Agar），是美国南达科他州下属的一座城市。根据2010年美国人口普查，该市有人口76人。论人口在本州排行第251。